# Rabbi Judah Loew

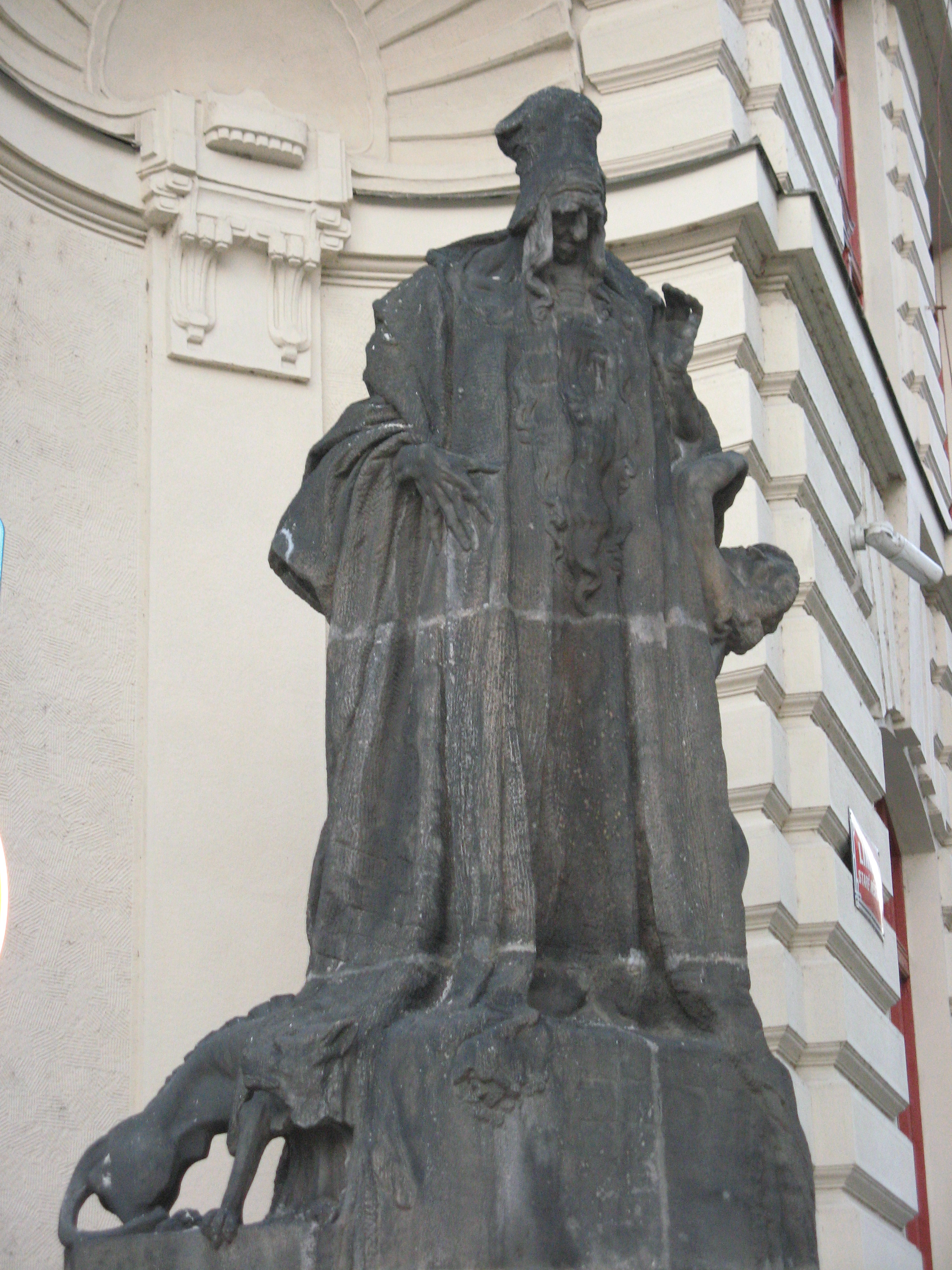
Estatua de Rabbi Judah Loew situada en el Ayuntamiento de Praga.

Judah  Loew ben Bezalel, (Poznań, Polonia o bien Worms, Alemania, 1520 - 17 de septiembre de 1609, Praga, República Checa), también conocido como Rabino Loew (alt. Löw, Loewe, Löwe o Levai), el Maharal de Praga (en hebreo: מהר״ל מפראג‎), o simplemente el Maharal (la Hebreo acrónimo de Moreinu ha-Rav Loew, 'Nuestro Maestro, Rabino Loew'), fue un importante erudito del Talmud, místico judío, matemático, astrónomo, y filósofo que, durante la mayor parte de su vida, ejerció como destacado rabino en las ciudades de Mikulov en Moravia y Praga en Bohemia. ampliamente conocido por los estudiosos del judaísmo como el "Maharal de Praga", fue un destacado talmudista, místico judío y filósofo que sirvió como rabino en la ciudad de Praga en Bohemia (actual República Checa) durante la mayor parte de su vida.
También dirigió la yeshivá que él mismo fundó. Sus conocimientos académicos y científicos maravillaban tanto a judíos, como a no judíos. Escribió varios trabajos enigmáticos de filosofía y educación, cuyos valores han sido apreciados recientemente. Su obra más importante fue Gur Arie. 
Su tradicional pensamiento mesiánico le hizo hablar de la prioridad de la redención y la llegada del Mesías como un hecho inevitable, decretado por la voluntad de Dios. Él decía que previo a la redención, la degradación del pueblo de Israel, será en escala mayor de lo que siempre fue. Por eso para él, la expulsión de los judíos de España en 1492, era el inicio de los tiempos mesiánicos, que indicaban sin lugar a dudas la próxima llegada del Mesías. 
Al rabino Judah Loew se le atribuye la creación del Golem, cuya leyenda estimuló la fantasía de la Europa central durante varios siglos y es asunto también hoy vigente. Se trataba de un coloso hecho de barro que, animado mediante combinaciones cabalísticas de las letras que configuraban el santo nombre de Dios, cobraba vida y movimiento, ejecutando toda clase de trabajos para el rabino Loew. La leyenda decía que este Golem salvó a los judíos de Praga de las persecuciones y de las acusaciones antijudías de la época. 
En 1592, el Maharal se mudó a Poznań, donde había sido elegido como Gran Rabino de Polonia. Hacia el final de su vida regresó a Praga, donde murió en 1609. Fue enterrado en el cementerio judío de Praga, que está situado en el barrio de Josefov o barrio judío de la ciudad. El rabino Judah Loew fue la figura dominante de su generación y uno de los más famosos líderes judíos de todos los tiempos. Su tumba aún se encuentra en el cementerio judío de Praga y es visitada por los turistas que recorren la ciudad.
Loew escribió sobre filosofía judía y misticismo judío. Su obra Gur Aryeh al HaTorah es un supercomentario del comentario de la Torá de Rashi. También es objeto de una leyenda posterior según la cual creó el Golem de Praga, un ser animado hecho de arcilla.

## Nombre

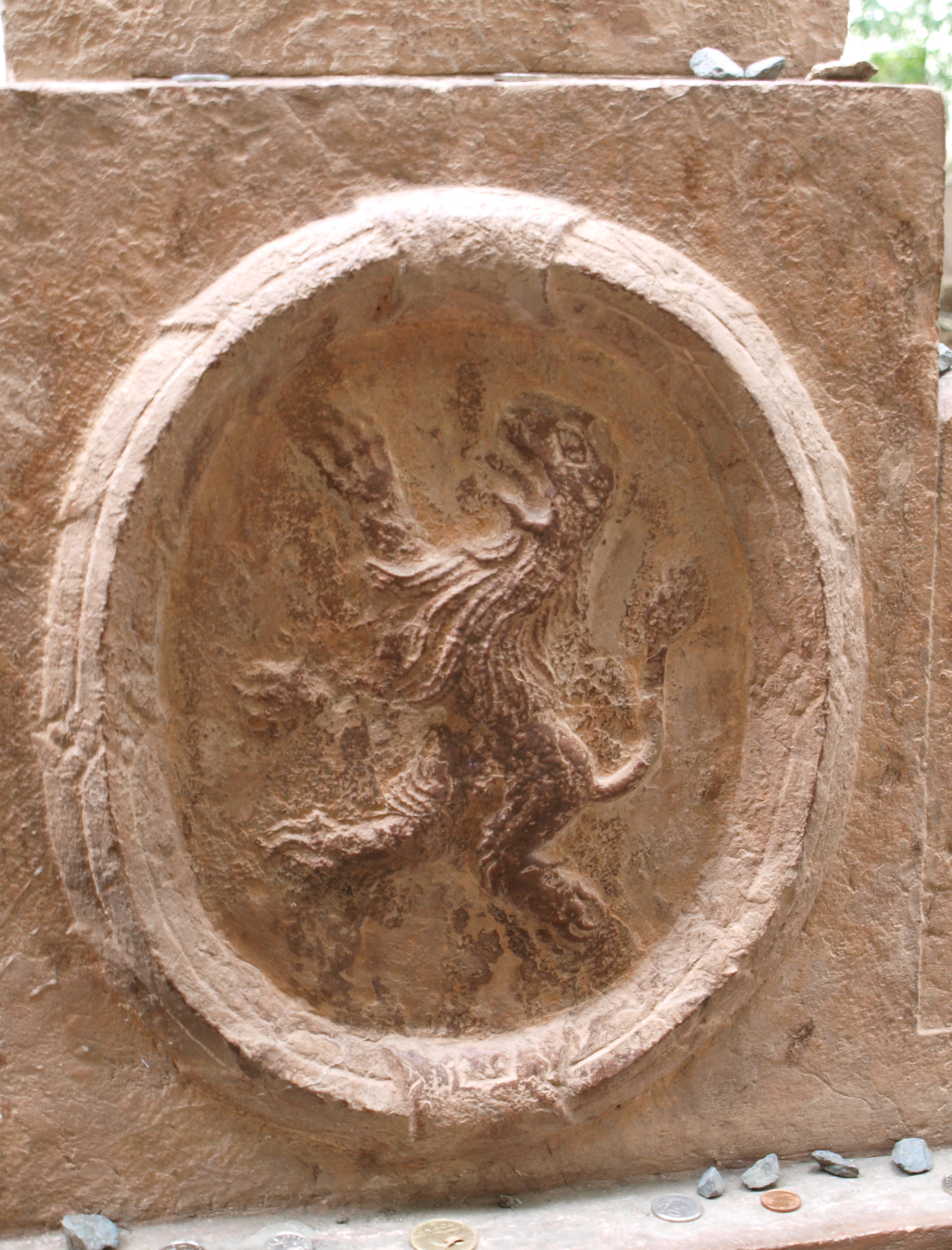
León de Judá en la lápida del Maharal.

Su nombre "Löw" o "Loew" deriva del alemán Löwe, "león" (cf. el yiddish Leib del mismo origen). Es un kinnui, o nombre sustitutivo, del nombre hebreo Judá o Yehuda, ya que el personaje bíblico Judah fue comparado con un león en Genesis 49:9.  En la tradición judía de nomenclatura, el nombre hebreo y el nombre sustitutivo suelen combinarse como un par, como en este caso en el que el nombre combinado es Judah Loew. Cuando Loew escribió su clásico supercomentario sobre el comentario de la Torá de Rashi, lo tituló en hebreo Gur Aryeh al HaTorah, que significa "Joven León [comentando] la Torá".
La tumba de Loew en Praga está decorada con un escudo heráldico con un león de dos colas entrelazadas (queue fourchee), en alusión tanto a su nombre de pila como a Bohemia, cuyo escudo tiene un león de dos colas.

## Biografía

### Primeros años

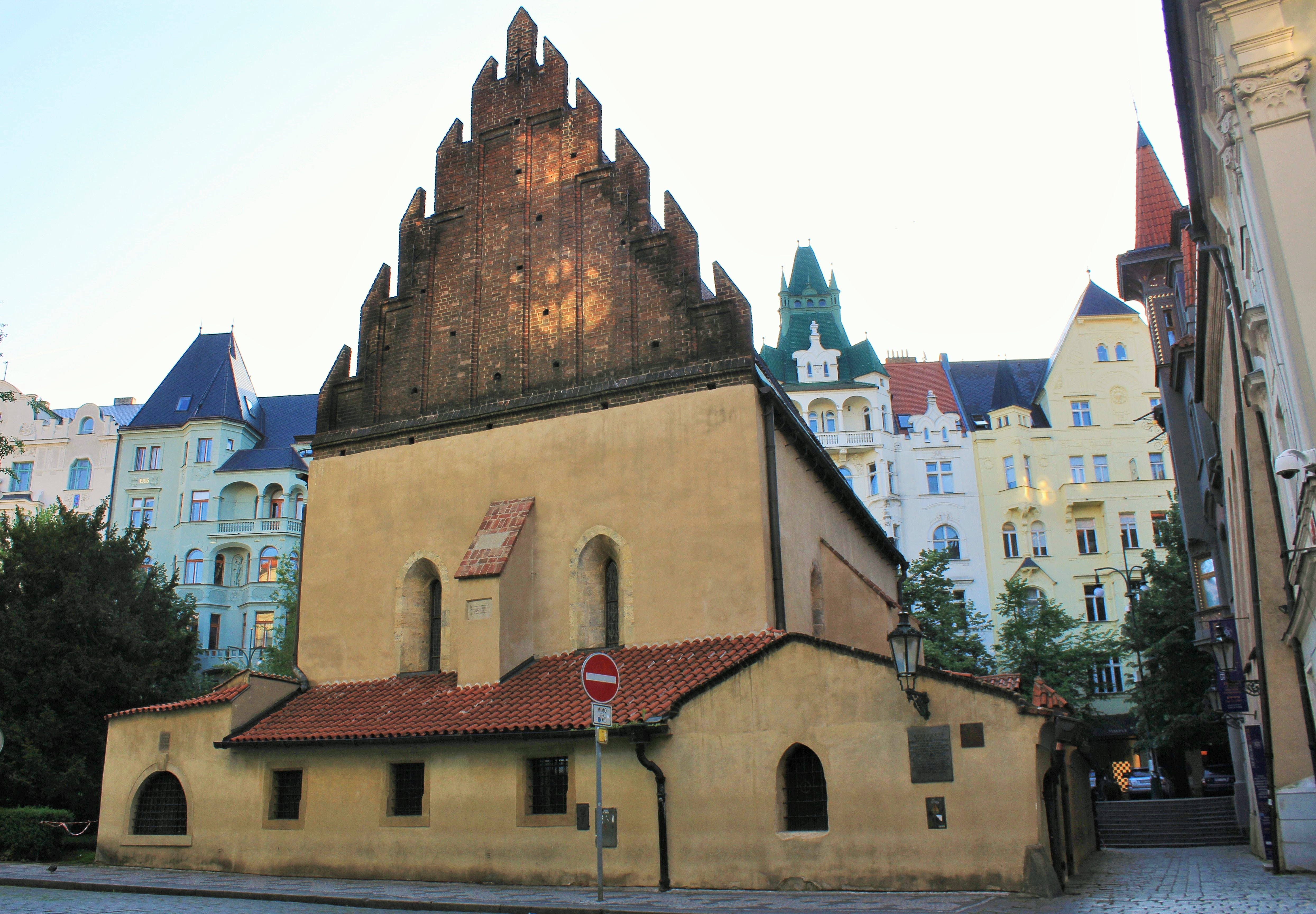
La Vieja Sinagoga Nueva, Praga donde ofició.

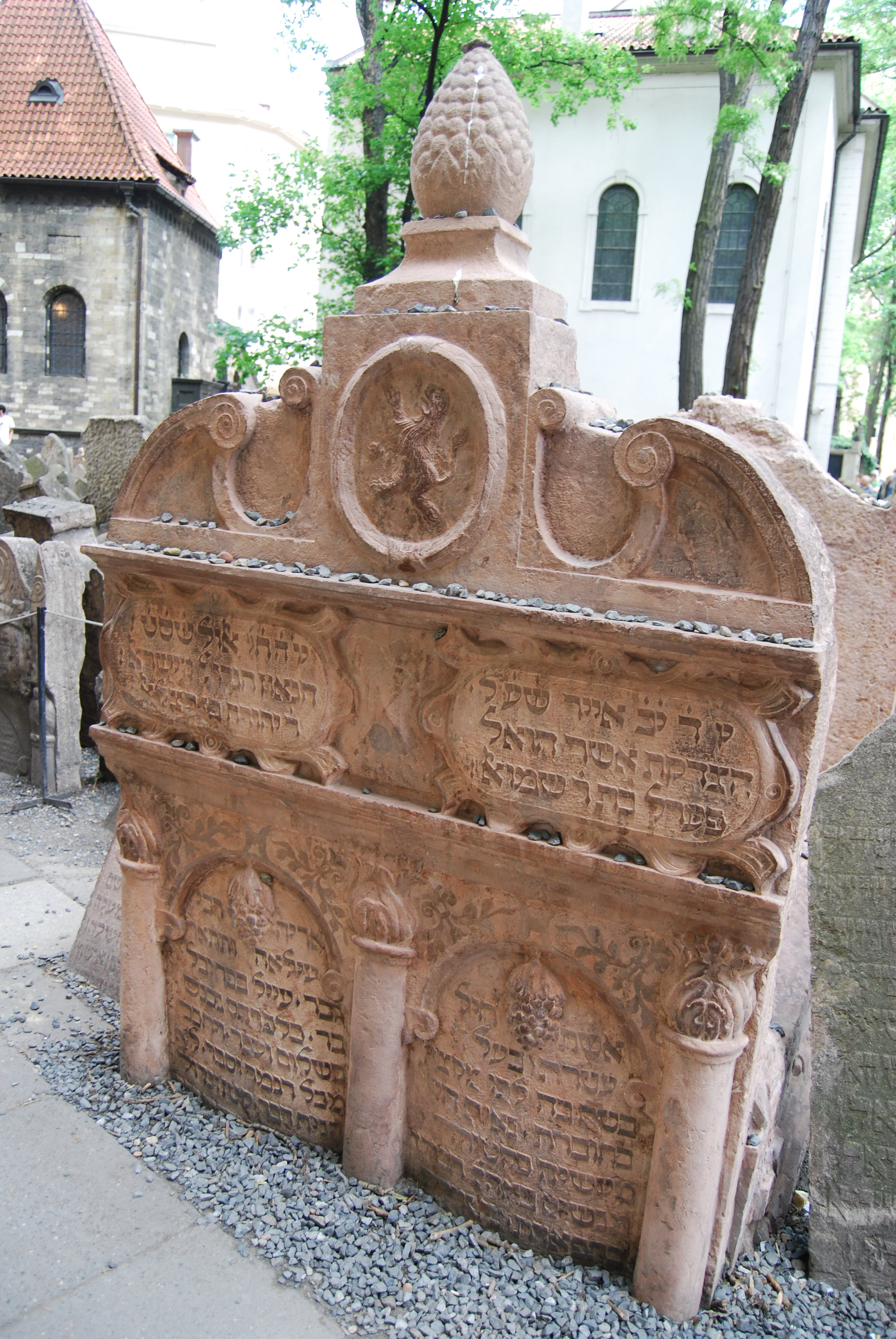
Su lápida en el Antiguo cementerio judío de Praga.

Loew nació probablemente en Poznań, Polonia,-aunque Perels enumera erróneamente la ciudad de nacimiento como Worms en el Sacro Imperio Romano- al rabino Bezalel (Loew), cuya familia era originaria de la ciudad renana de Worms. Perels afirmó que su abuelo Chajim de Worms era nieto de Judá Leib el Viejo y, por lo tanto, un reclamante de la línea davídica, a través de Sherira Gaon. Sin embargo, estudiosos modernos como Otto Muneles han cuestionado esto.  El año de nacimiento de Loew es incierto, con diferentes fuentes listando 1512, 1520 y 1526. Su tío Jakob ben Chajim fue Reichsrabbiner ("Rabino del Imperio") del Sacro Imperio Romano Germánico, y su hermano mayor Chaim de Friedberg fue un famoso erudito rabínico y rabino de Worms y Friedberg.
Fuentes de la tradición Lubavitch dicen que a la edad de 12 años, fue a yeshivahs en Polonia y estudió con el rabino Yaakov Pollak. Después de que Pollak dejara Polonia, pasó 2 años vagando de un lugar a otro y luego fue a la yeshivah del rabino Yitzchak Clover/Wormz, él mismo alumno de Pollak. Estudió en la yeshivah con el Maharshal que tenía 17 años, 2 años mayor que él. Estudió junto con el Maharshal y Rema durante 3 años. Rav Yitzchok Clover era de hecho el abuelo del Maharshal. El Maharshal se fue de Polonia y el Maharal se quedó y estudió con el Rema durante 2 años más. Pasó 20 años estudiando antes de casarse.
Sin embargo, no se sabe de quién aprendió nistar, ya que menciona a sus rabinos, desconocidos para la posteridad, sólo una vez en sus sefarim.  Sin embargo, era común en las yeshivas de Polonia aprender nigleh y nistar juntos.

### Carrera
Aceptó un cargo rabínico en 1553 como Landesrabbiner de Moravia en Mikulov (Nikolsburg), dirigiendo los asuntos comunitarios pero también determinando qué tratado del Talmud debía estudiarse en las comunidades de esa provincia. También revisó los estatutos comunitarios sobre el proceso de elección y tributación. Aunque se retiró de Moravia en 1588, a la edad de 68 años, las comunidades siguieron considerándolo una autoridad mucho tiempo después.
Una de sus actividades en Moravia fue la movilización contra las calumnias sobre la legitimidad (Nadler) que se difundían en la comunidad contra ciertas familias y que podían arruinar la búsqueda de una pareja matrimonial para los hijos de esas familias. Este fenómeno afectó incluso a su propia familia. Aprovechó uno de los dos grandes sermones anuales (entre Rosh Hashaná y Yom Kipur de 1583) para denunciar el fenómeno.
Volvió a Praga en 1588, donde aceptó de nuevo un cargo rabínico, en sustitución del jubilado Isaac Hayoth.Inmediatamente reiteró sus opiniones sobre Nadler. El 23 de febrero de 1592, tuvo una audiencia con Emperador Rodolfo II, a la que asistió junto con su hermano Sinaí y su yerno Isaac Cohen; el príncipe Bertier estaba presente con el emperador. La conversación parece haber estado relacionada con la Cábala (misticismo judío, Hebreo: קַבָּלָה) un tema que ejercía mucha fascinación sobre el emperador.
En 1592, Loew se trasladó a Poznań, donde había sido elegido rabino jefe de Polonia. En Poznań compuso Netivoth Olam y parte de Derech Chaim (véase más adelante).

## Influencia

### Discípulos
Se desconoce a cuántos rabinos talmúdicos enseñó Loew en Moravia, pero entre los principales discípulos de la época de Praga se encuentran los rabinos Yom-Tov Lipmann Heller y David Gans. El primero promovió el programa de su maestro de estudio regular de la Mishná por parte de las masas, y compuso su Tosefoth Yom Tov (un comentario de la Mishná incorporado a casi todas las ediciones publicadas de la Mishná en los últimos cien años) con este objetivo. David Ganz murió joven, pero produjo la obra Tzemach David, una obra de historia judía y general, además de escribir sobre astronomía; tanto Loew como Ganz estuvieron en contacto con Tycho Brahe, el famoso astrónomo.

### Filosofía judía
Las numerosas obras filosóficas de Loew se han convertido en piedras angulares del pensamiento judío; y, en palabras de un escritor moderno, Loew "impidió la balcanización del pensamiento judío".
Loew no fue un defensor del estudio abierto de la Cábala como tal, y ninguna de sus obras está en modo alguno abiertamente dedicada a ella. En cambio, lo que intentan es hacer que las ideas de la Cábala (que él consideraba las más profundamente verdaderas de toda la Torá) sean accesibles para el lector medio culto, presentándolas de forma rigurosamente filosófica, redactadas en términos accesibles para el público. Según R. Loew, sólo los más grandes eruditos de la Torá son capaces de percibir la plena intención de las obras cabalísticas en su compleja totalidad. Por lo tanto, aunque la doctrina cabalística impregna sus escritos, siempre se presenta de forma racional y filosófica. Como Cábala luriana no había llegado por entonces a Europa, sus principales influencias cabalísticas parecen haber sido el Zohar, el Sefer Yetzirah y las tradiciones de los Chassidei Ashkenaz.
Frente a la interpretación aristotélica de la Aggadot talmúdica de Azariah dei Rossi, se indignó ante lo que calificó de trivialización de la profunda sabiduría de los Sabios. En su obra Be'er ha-Golah rebate enérgicamente todas las tesis de dei Rossi, defendiendo con firmeza la naturaleza sutilmente alegórica de la Agadá y demostrando su independencia (y superioridad) respecto a las observaciones superficiales de la ciencia natural. Al mismo tiempo, estaba totalmente a favor de la investigación científica, siempre que el investigador no utilizara sus observaciones como permiso para contradecir la autoridad final de la revelación divina. Su tesis constante es que las enseñanzas talmúdicas, midráshicas y agádicas se refieren siempre a asuntos que están mucho más allá de la competencia de la ciencia natural.
Sus obras inspiraron a la rama polaca del Hasidismo, así como a una ola más reciente de eruditos de la Torá originarios de Lituania y Letonia, sobre todo al rabino Eliyahu Eliezer Dessler (1892-1953), así como al rabino Abraham Isaac Kook (1864-1935).
Una autoridad más reciente que tenía raíces en ambas tradiciones fue el rabino Isaac Hutner (1906-1980). El rabino Hutner definió sucintamente el ethos de las enseñanzas de Loew como Nistar BeLashon Nigleh, que significa (en Hebreo): "La Oculta en el lenguaje del Revelado". Es decir, Loew expresaba las ideas cabalísticas en un lenguaje no cabalístico. Como muestra de su devoción por los caminos de Loew, el rabino Hutner otorgó el nombre de la obra clave de Loew, el Gur Aryeh, a una rama de la yeshiva que dirigía cuando estableció su kollel (una yeshiva para estudiosos del Talmud de postgrado) que luego se convirtió en una división de la Yeshiva Rabbi Chaim Berlin de Nueva York durante la década de 1950, conocida como Kollel Gur Aryeh. Ambas instituciones, y los graduados que producen, siguen haciendo hincapié en las enseñanzas intelectuales de Loew. 
El rabino Hutner, a su vez, también sostuvo que el rabino Samson Raphael Hirsch (1808-1888) (de la Alemania del siglo XIX) también debió ser influenciado por las ideas de Loew basando su aparente racionalista Weltanschauung en las enseñanzas más abstractas y abstrusas de la insondable Cábala judía.

## Leyenda del golem
Loew es el protagonista de la leyenda sobre la creación de un golem, una criatura hecha de arcilla para defender a los judíos del gueto de Praga de los ataques del antisemita, especialmente del libelo de sangre. Se dice que utilizó poderes místicos basados en el conocimiento esotérico de cómo Dios creó a Adán. La opinión general de los historiadores y críticos es que la leyenda es una invención literaria alemana de principios del siglo XIX. La primera fuente conocida de la historia es el libro de 1834 Der Jüdische Gil Blas de Friedrich Korn. Se ha repetido y adaptado muchas veces desde entonces.

## Galería

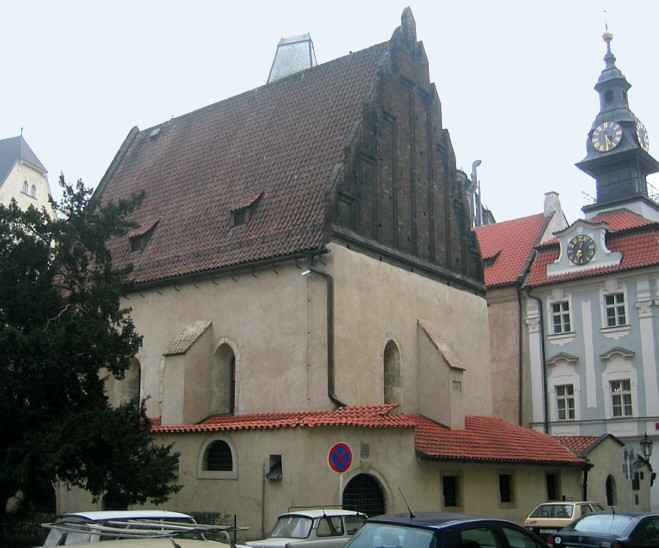
Sinagoga Vieja-Nueva de Praga (1270), lugar donde Loew fue consagrado como rabino.
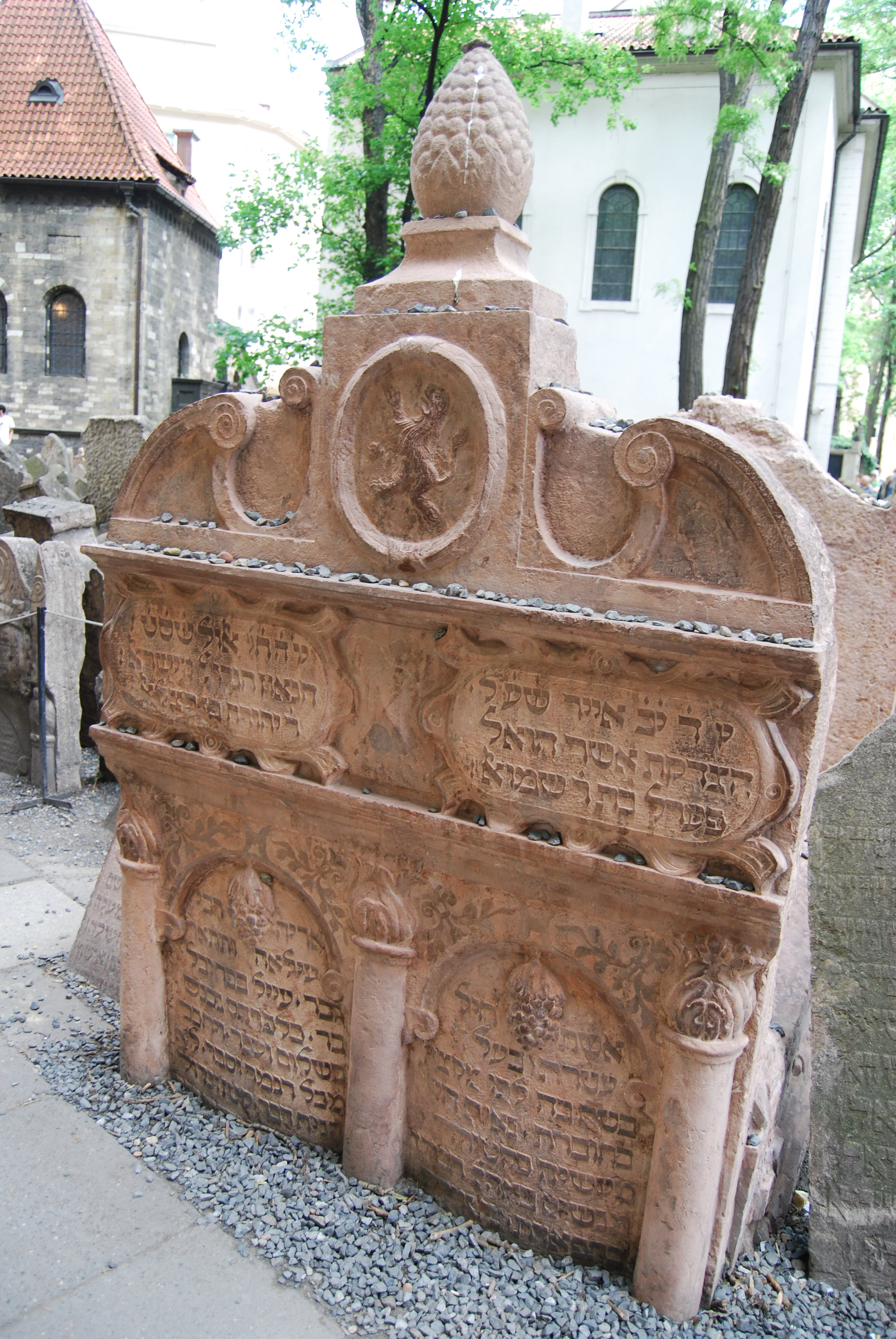
Tumba del Rabbi Judah Loew, situada en el cementerio judío de Praga.
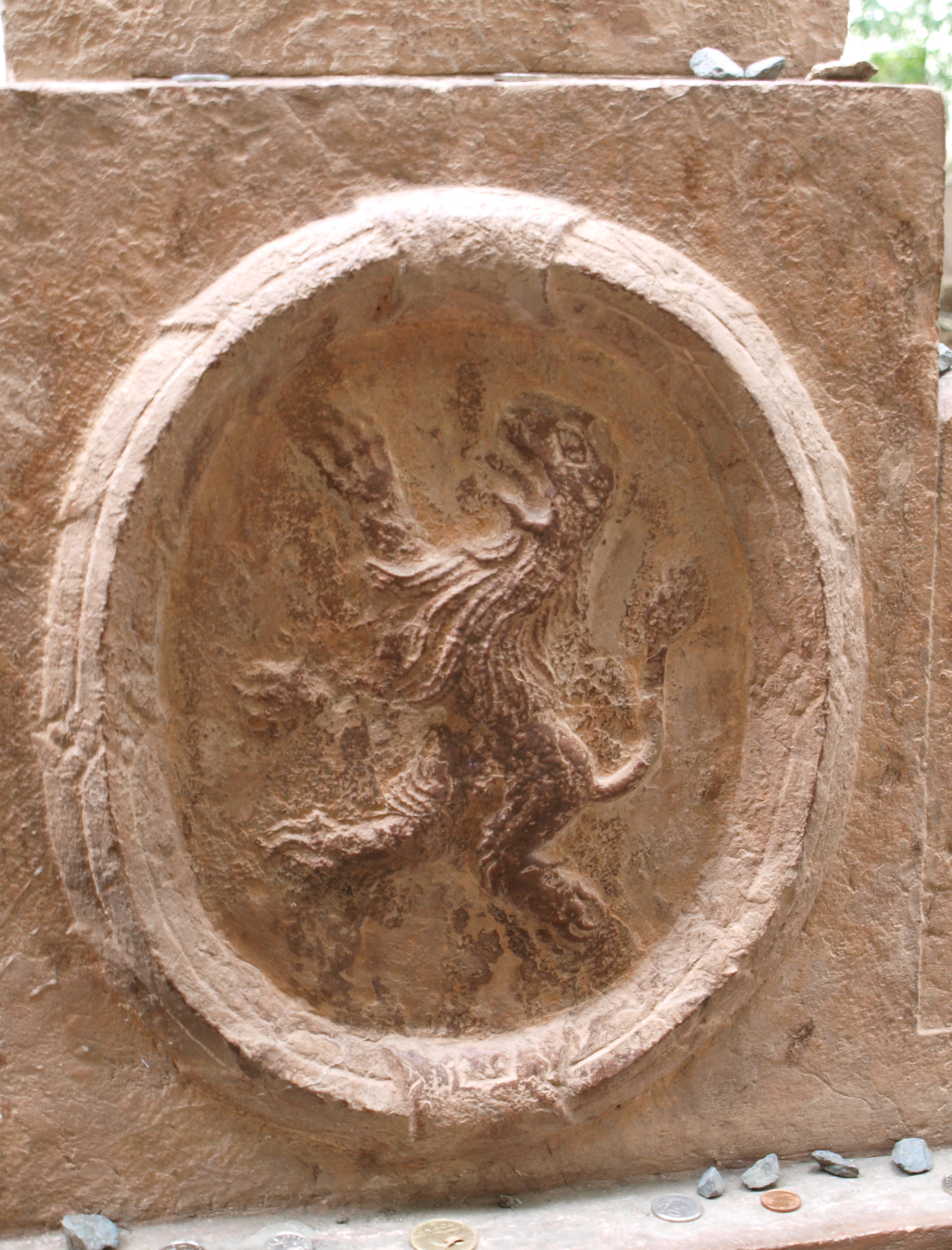
Detalle de la tumba con el León de Judá, apto en el caso de un rabino cuyo nombre era "Judá" y llevaba "León" por apellido.
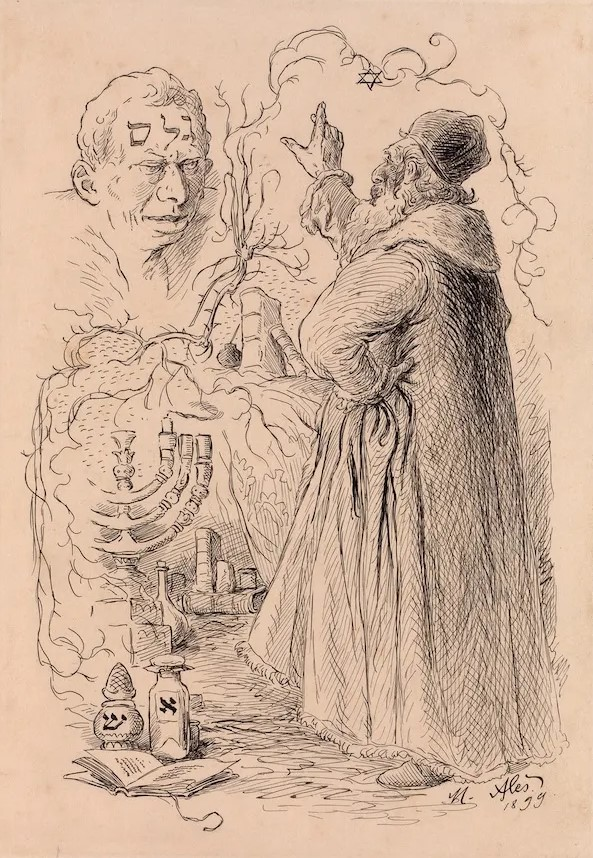
Ilustración del rabino Loew creando al Golem.
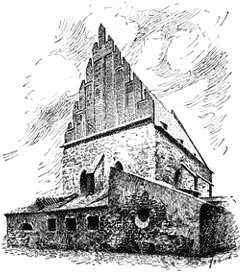
Arte asquenazí. La Sinagoga Vieja-Nueva, en checo: Staronová synagoga, donde se supone que el Maharal de Praga creó el legendario Golem.